# Quatre Punts Cardinals
Els Quatre Punts Cardinals (en castellà i oficialment Cuatro Puntos Cardinales) és un partit polític de l'Uruguai. Va ser reconegut per la Cort Electoral per complir amb el requeriment de tenir almenys 500 signatures.
El partit és presidit per Alejandro Sánchez, qui també va ser l'únic candidat dels QPC durant les eleccions nacionals primàries del 2009. Sánchez va convocar a nombroses persones a Pando i al litoral sud de Canelones, que se sentissin defraudades pels partits polítics tradicionals, sobretot pel Partit Colorado i el Partit Nacional.
El nom suggeridor s'origina en la visió que pretenen treballar per a la joventut, a la qual identifiquen amb l'Est i "sense descurar l'experiència", que seria l'Oest, a la qual uneixen amb la reflexió, que és el Sud, va indicar Sánchez, el que s'unifica per arribar al Nord perdut. Es defineixen com "el partit del sentit comú", "el que està bé d'un costat, està bé, i el que està bé de l'altre, també està bé i el que està malament, està malament".